# Antoinette d'Aubeterre
Antoinette Bouchard d'Aubeterre, dame de Parthenay-l'Archevêque, née en 1532 à Parthenay et morte vers 1580, est une femme de la haute noblesse protestante. Elle est connue comme la mère de Catherine de Parthenay et l'épouse du seigneur protestant Jean V de Parthenay. Elle fut pendant les guerres de religion la première protectrice de François Viète.

## Biographie

### Dame de cour

Blasonnement : burelé d'argent et d'azur, à la bande de gueules brochant sur le tout. Ces armes étaient celles des seigneurs de Parthenay.

Née vers 1525 de François II Bouchard, baron d'Aubeterre et d'Isabelle de Saint-Seine, elle entre le 9 mai 1553, dans la famille des Parthenay-l'Archevêque en épousant Jean V de Parthenay.
En 1554, elle tient lieu de dame de compagnie à la reine Catherine de Médicis. Peu après, elle accouche d'un fils mort-né.
En 1559, elle obtient la vie sauve d'un pasteur protestant condamné, nommé Fummée. Elle protège les premiers pas de Bernard Palissy.

### Le courage d'une Parthenay
Lors du siège de Lyon par le duc  de Nemours, qui assiège la ville tenue par son époux pour le compte de Condé, elle écrivit préventivement de la laisser périr plutôt que de trahir leur cause si jamais elle était faite prisonnière : 
Ayant entendu dire que les catholiques voulaient s'emparer d'elle et de sa fille pour les conduire sous les murs de Lyon et menacer Soubise de les tuer s'il ne rendait pas la place, elle le « suppliait au nom de Dieu, si d'advanture cela advenoit, de n'estre esmeu de nulle affection naturelle, mais de préférer la gloire de Dieu et son debvoir à la vie d'elle et de sa fille.
À la mort de son époux en 1566, elle se hâte de marier sa fille au baron de Quellenec (le  20 juin 1568  au Château du Parc-Mouchamps).
Malheureusement, celui-ci ne peut donner d'héritier et Antoinette d'Aubeterre engage contre son gendre un procès qui défraye les chroniques du temps.
En 1567, elle reçoit en dédicace un livre du poète André de Rivaudeau, qu'elle protège depuis ses études à Poitiers. Ce livre célèbre quatre femmes mythiques, vierges ou mal mariées dont la fille de Jephté, la femme de Putiphar et Cesarée d'Ingrande qui, chacune, ont traversé des épreuves comparables à celles de Catherine de Parthenay.
En 1572, le baron de Quellenec-Soubise est assassiné lors de la nuit de la Saint-Barthélemy. Son cadavre est déshabillé et selon une légende véhiculée par l'historiographie protestante, c'était pour vérifier les dires des dames Soubises. Un mot de Voltaire le rapporte :
Il avait épousé l'héritière de la maison de Soubise. Il s'appelait Dupont-Quellenec. Il se défendit très-longtemps, et tomba percé de coups sous les fenêtres de la reine. Comme sa femme lui avait intenté un procès pour cause d'impuissance, les dames de la cour allèrent voir son corps nu et tout sanglant, par une curiosité barbare digne de cette cour abominable. (Note de Voltaire, 1730.)

### Une fin apaisée
En 1573, elle s'oppose au remariage de sa fille avec le duc René II de Rohan, mais finit par accepter ce mariage après l'entremise de François Viète. La même année, elle perd son frère, François, assassiné dans son lit pour être soupçonné d'avoir organisé l'assassinat du duc Henri de Guise.
Le 14 février 1577, elle tient sur les fonts baptismaux, avec le prince de Condé, au temple de Saint-Yon, Henriette de Rohan, la bossue, fille de René II de Rohan et de Catherine de Parthenay, dont les mœurs feront bien plus tard les délices de Tallemant des Réaux.

## Sources
1. ↑  Vie de François Bouchard
2. ↑  Dictionnaire de la noblesse 1771
3. ↑  Lettres de Catherine de Médicis. Documents pour servir à l’histoire de France.
4. ↑  [D'Aubigné, Histoire universelle, tome I, page 254.]
5. ↑  Louis Audiat, Vie de Bernard Palissy
6. ↑  Extrait de la lettre d'Antoinette d'Aubeterre à Jean V de Parthenay
7. ↑   Monographie de la famille Bouchard
8. ↑  André de Rivaudeau : Les œuvres poétiques d'André de Rivaudeau
9. ↑  Histoire universelle de Jacques Auguste de Thou
10. ↑  Page:Voltaire - Œuvres complètes Garnier tome8.djvu/99 Œuvres complètes de Voltaire Garnier T.8.
11. ↑   Biographie de François Viète IREM
12. ↑   Extraits de mémoires de Tallemand des Réaux.